# Felipe Ventura
Pour les articles homonymes, voir Felipe.
Luiz Felipe Ventura dos Santos, plus couramment appelé Felipe ou Felipe Ventura, né le 22 février 1984 à Rio de Janeiro au Brésil, est un footballeur brésilien qui joue au poste de gardien de but au FC Differdange 03.

## Biographie
Felipe commence sa carrière à l'EC Vitória en tant que gardien titulaire lors de la saison 2005.
En 2007, il s'engage avec le SC Corinthians où il fera ses débuts contre l'EC Juventude. Il remporte en 2008 la Série B ainsi que la Coupe du Brésil la saison suivante avec le club brésilien,.
En 2010, il est prêté dans le club portugais du SC Braga où il effectuera un total de 19 matchs. À la suite de son prêt, Felipe rejoint le CR Flamengo, où il remportera une nouvelle Coupe du Brésil en 2013. En 2014, le contrat de Felipe est résilié.
Après de nombreux passages dans des clubs brésiliens et un club hongrois, le joueur s'engage en 2024 avec le club luxembourgeois du FC Differdange 03, en BGL Ligue,.
Auteur d'un excellent début de saison avec son nouveau club, il est élu joueur du mois de septembre en championnat.

## Palmarès

### En club
| SC Corinthians (2) :                                                     | CR Flamengo (2) :                                                               | FC Differdange 03 (2)                                                          |
| ------------------------------------------------------------------------ | ------------------------------------------------------------------------------- | ------------------------------------------------------------------------------ |
| - Série B (1) - Champion : 2008 - Coupe du Brésil (1) - Vainqueur : 2009 | - Coupe du Brésil (1) - Vainqueur : 2013 - Campeonato Carioca - Champion : 2011 | - BGL Ligue (1) - Champion : 2025 - Coupe du Luxembourg (1) - Vainqueur : 2025 |

### Distinctions personnelles
- Meilleur gardien de but du championnat de Rio de Janeiro en 2011[11].
- Joueur du mois de BGL Ligue en septembre 2024.